# MKS Będzin w sezonie 2016/2017

## Drużyna

### Sztab
| Pierwszy trener   | Stelio DeRocco                     |
| Asystenci trenera | Rafał Murczkiewicz, Emil Siewiorek |
| Fizjoterapeuta    | Agnieszka Bronisz                  |
| Kierownik drużyny | Michał Kocyłowski                  |
| Statystyk         | Mateusz Musiał                     |

### Zawodnicy
| Nr | Imię i nazwisko                    | Data ur.   | Wzrost | Pozycja      |
| -- | ---------------------------------- | ---------- | ------ | ------------ |
| 1  | Marcin Waliński                    | 24.10.1990 | 196    | przyjmujący  |
| 2  | Dawid Woch                         | 16.05.1997 | 198    | środkowy     |
| 3  | Nathan Roberts                     | 17.02.1986 | 199    | przyjmujący  |
| 4  | Łukasz Kozub                       | 03.11.1997 | 186    | rozgrywający |
| 5  | Artur Ratajczak (kapitan)          | 18.09.1990 | 206    | środkowy     |
| 6  | Dawid Żłobecki (Młodaliga)         | 04.04.1997 | 196    | przyjmujący  |
| 7  | Mateusz Kowalski                   | 20.02.1997 | 204    | przyjmujący  |
| 8  | Jonah Seif                         | 30.10.1994 | 198    | rozgrywający |
| 9  | Mateusz Przybyła                   | 12.04.1991 | 208    | środkowy     |
| 10 | Paweł Stysiał                      | 30.01.1997 | 182    | libero       |
| 11 | Oskar Wojtaszkiewicz (Młodaliga)   | 20.05.1996 | 195    | rozgrywający |
| 12 | Mateusz Piotrowski                 | 24.06.1991 | 200    | atakujący    |
| 13 | Michał Potera                      | 06.03.1988 | 183    | libero       |
| 14 | Jakub Peszko                       | 01.04.1992 | 193    | przyjmujący  |
| 15 | Kyle Russell                       | 25.08.1993 | 206    | przyjmujący  |
| 16 | Krzysztof Rejno                    | 22.02.1993 | 203    | środkowy     |
| 17 | Zlatan Jordanow (od stycznia 2017) | 03.03.1991 | 198    | przyjmujący  |
| 20 | Rafael Rodrigues de Araújo         | 13.07.1991 | 207    | atakujący    |

## Transfery

### Przyszli
| Imię i nazwisko            | Poprzedni klub                          |
| -------------------------- | --------------------------------------- |
| Rafael Rodrigues de Araújo | SESI São Paulo                          |
| Nathan Roberts             | ACH Volley Lublana                      |
| Jonah Seif                 | University of California, Santa Barbara |
| Kyle Russell               | University of California, Irvine        |
| Łukasz Kozub               | SMS PZPS Spała                          |
| Dawid Woch                 | SMS PZPS Spała                          |
| Krzysztof Rejno            | ZAKSA Kędzierzyn-Koźle                  |
| Marcin Waliński            | Indykpol AZS Olsztyn                    |
| Michał Potera              | Indykpol AZS Olsztyn                    |
| Mateusz Kowalski           | AKS Rzeszów                             |
| Artur Ratajczak            | Lotos Trefl Gdańsk                      |
| Mateusz Przybyła           | VC Antwerpen                            |
| Zlatan Jordanow            | SCMU Craiova                            |

### Odeszli
| Imię i nazwisko     | W klubie od | Nowy klub                    |
| ------------------- | ----------- | ---------------------------- |
| Maciej Pawliński    | 2014        | Effector Kielce              |
| Michał Kamiński     | 2015        |                              |
| Mariusz Gaca        | 2013        | BBTS Bielsko-Biała           |
| Jakub Oczko         | 2013        | Delic-Pol Norwid Częstochowa |
| Sebastian Warda     | 2013        | Aluron Virtu Warta Zawiercie |
| Bartosz Kaczmarek   | 2015        | TV Ingersoll Bühl            |
| Michał Żuk          | 2013        | Aluron Virtu Warta Zawiercie |
| Tyler Sanders       | 2016        | Arkas Spor Izmir             |
| Harrison Peacock    | 2015        | Hurrikaani-Loimaa            |
| Viaceslaw Batchkala | 2015        |                              |
| Tijmen Laane        | 2015        | Lindemans Aalst              |
| Mariusz Schamlewski | 2015        | Victoria Wałbrzych           |

## Rozgrywki

### Liga

#### Runda zasadnicza
| Data       | Przeciwnik                  | Wynik                                   | Miejsce                                     |
| ---------- | --------------------------- | --------------------------------------- | ------------------------------------------- |
| 05.10.2016 | Skra Bełchatów              | 0:3 (18:25, 18:25, 24:26)               | Hala Energia, Bełchatów                     |
| 09.10.2016 | Trefl Gdańsk                | 2:3 (22:25, 25:17, 20:25, 25:20, 13:15) | Hala MOSiR, Sosnowiec                       |
| 15.10.2016 | Cuprum Lubin                | 0:3 (16:25, 13:25, 19:25)               | Hala widowiskowo-sportowa, Lubin            |
| 22.10.2016 | Czarni Radom                | 0:3 (18:25, 20:25, 22:25)               | Hala MOSiR, Sosnowiec                       |
| 26.10.2016 | Jastrzębski Węgiel          | 3:1 (25:21, 29:31, 25:22, 25:21)        | Hala widowiskowo-sportowa, Jastrzębie-Zdrój |
| 29.10.2016 | GKS Katowice                | 3:1 (25:22, 22:25, 25:21, 24:17)        | Hala MOSiR, Sosnowiec                       |
| 05.11.2016 | Łuczniczka Bydgoszcz        | 0:3 (23:25, 18:25, 19:25)               | Hala Łuczniczka, Bydgoszcz                  |
| 12.11.2016 | AZS Olsztyn                 | 2:3 (25:20, 22:25, 13:25, 25:22, 6:15)  | Hala MOSiR, Sosnowiec                       |
| 19.11.2016 | AZS Częstochowa             | 3:2 (19:25, 25:17, 34:32, 18:25, 15:10) | Wielofunkcyjna hala sportowa, Częstochowa   |
| 26.11.2016 | BBTS Bielsko-Biała          | 3:0 (25:12, 25:19, 25:13)               | Hala MOSiR, Sosnowiec                       |
| 30.11.2016 | Effector Kielce             | 3:2 (25:17, 25:17, 25:27, 21:25, 15:10) | Hala Legionów, Kielce                       |
| 03.12.2016 | AZS Politechnika Warszawska | 2:3 (38:36, 25:23, 18:25, 18:25, 6:15)  | Hala Torwar, Warszawa                       |
| 09.12.2016 | ZAKSA Kędzierzyn-Koźle      | 0:3 (16:25, 16:25, 18:25)               | Hala MOSiR, Sosnowiec                       |
| 14.12.2016 | Resovia                     | 0:3 (20:25, 17:25, 18:25)               | Hala Podpromie, Rzeszów                     |
| 19.12.2016 | Espadon Szczecin            | 3:0 (25:19, 25:16, 25:21)               | Hala MOSiR, Sosnowiec                       |
|            |                             |                                         |                                             |
| 30.12.2016 | Skra Bełchatów              | 2:3 (18:25, 28:26, 25:22, 23:25, 10:15) | Hala MOSiR, Sosnowiec                       |
| 08.01.2017 | Trefl Gdańsk                | 0:3 (21:25, 19:25, 25:27)               | Ergo Arena, Gdańsk                          |
| 20.01.2017 | Czarni Radom                | 1:3 (22:25, 18:25, 25:22, 23:25)        | Hala sportowa MOSiR, Radom                  |
| 27.01.2017 | Cuprum Lubin                | 3:2 (25:23, 20:25, 25:23, 23:25, 15:11) | Hala MOSiR, Sosnowiec                       |
| 03.02.2017 | Jastrzębski Węgiel          | 1:3 (25:21, 22:25, 26:28, 20:25)        | Hala MOSiR, Sosnowiec                       |
| 11.02.2017 | GKS Katowice                | 3:0 (25:20, 25:20, 25:23)               | Ośrodek Sportowy "Szopienice", Katowice     |
| 17.02.2017 | Łuczniczka Bydgoszcz        | 2:3 (25:17, 19:25, 22:25, 25:14, 13:15) | Hala MOSiR, Sosnowiec                       |
| 22.02.2017 | AZS Olsztyn                 | 2:3 (26:24, 25:19, 13:25, 13:25, 9:15)  | Hala Urania, Olsztyn                        |
| 24.02.2017 | AZS Częstochowa             | 3:1 (27:29, 25:19, 25:14, 25:10)        | Hala MOSiR, Sosnowiec                       |
| 04.03.2017 | BBTS Bielsko-Biała          | 3:1 (20:25, 25:17, 25:14, 28:26)        | Hala widowiskowo-sportowa, Bielsko-Biała    |
| 08.03.2017 | Effector Kielce             | 3:1 (25:22, 25:13, 19:25, 25:20)        | Hala MOSiR, Sosnowiec                       |
| 11.03.2017 | AZS Politechnika Warszawska | 1:3 (23:25, 21:25, 25:18, 21:25)        | Hala MOSiR, Sosnowiec                       |
| 19.03.2017 | ZAKSA Kędzierzyn-Koźle      | 1:3 (30:28, 18:25, 23:25, 25:27)        | Hala Azoty, Kędzierzyn-Koźle                |
| 26.03.2017 | Resovia                     | 0:3 (17:25, 16:25, 18:25)               | Hala MOSiR, Sosnowiec                       |
| 02.04.2017 | Espadon Szczecin            | 2:3 (23:25, 25:19, 25:21, 21:25, 11:15) | Arena Szczecin                              |

#### Play-off
| Data       | Przeciwnik       | Wynik                            | Miejsce               |
| ---------- | ---------------- | -------------------------------- | --------------------- |
| 04.04.2017 | Espadon Szczecin | 3:1 (25:22, 25:21, 35:37, 25:23) | Arena Szczecin        |
| 12.04.2017 | Espadon Szczecin | 3:0 (25:23, 26:24, 25:15)        | Hala MOSiR, Sosnowiec |

#### Puchar Polski
| Data       | Przeciwnik             | Wynik                     | Miejsce                      |
| VII runda  | VII runda              | VII runda                 | VII runda                    |
| ---------- | ---------------------- | ------------------------- | ---------------------------- |
| 04.01.2017 | ZAKSA Kędzierzyn-Koźle | 3:0 (18:25, 24:26, 16:25) | Hala Azoty, Kędzierzyn-Koźle |

### Bilans spotkań
| Rozgrywki        | Ogólnie | Ogólnie | Ogólnie | Ogólnie | Ogólnie | U siebie | U siebie | U siebie | U siebie | U siebie | Na wyjeździe | Na wyjeździe | Na wyjeździe | Na wyjeździe | Na wyjeździe | Miejsce |
| Rozgrywki        | R       | W       | P       | Sety    | Sety    | R        | W        | P        | Sety     | Sety     | R            | W            | P            | Sety         | Sety         | Miejsce |
| ---------------- | ------- | ------- | ------- | ------- | ------- | -------- | -------- | -------- | -------- | -------- | ------------ | ------------ | ------------ | ------------ | ------------ | ------- |
| runda zasadnicza | 30      | 11      | 19      | 51      | 68      | 15       | 6        | 11       | 28       | 31       | 15           | 5            | 10           | 23           | 37           | 11.     |
| play-off         | 2       | 2       | 0       | 6       | 1       | 1        | 1        | 0        | 3        | 0        | 1            | 1            | 0            | 3            | 1            | 11.     |
| puchar           | 1       | 0       | 1       | 0       | 3       | 0        | 0        | 0        | 0        | 0        | 1            | 0            | 1            | 0            | 3            | 1/8     |
| Razem            | 33      | 13      | 20      | 57      | 72      | 16       | 7        | 11       | 31       | 31       | 17           | 6            | 11           | 26           | 41           |         |